# Sainte-Céronne-lès-Mortagne
Sainte-Céronne-lès-Mortagne és un municipi francès situat al departament de l'Orne i a la regió de Normandia. L'any 2007 tenia 285 habitants.

## Demografia

### Població
El 2007 la població de fet de Sainte-Céronne-lès-Mortagne era de 285 persones. Hi havia 119 famílies de les quals 36 eren unipersonals (16 homes vivint sols i 20 dones vivint soles), 36 parelles sense fills i 47 parelles amb fills.
La població ha evolucionat segons el següent gràfic:
Habitants censats

### Habitatges
El 2007 hi havia 173 habitatges, 115 eren l'habitatge principal de la família, 41 eren segones residències i 17 estaven desocupats. Tots els 169 habitatges eren cases. Dels 115 habitatges principals, 96 estaven ocupats pels seus propietaris, 15 estaven llogats i ocupats pels llogaters i 4 estaven cedits a títol gratuït; 6 tenien dues cambres, 26 en tenien tres, 24 en tenien quatre i 59 en tenien cinc o més. 87 habitatges disposaven pel capbaix d'una plaça de pàrquing. A 52 habitatges hi havia un automòbil i a 59 n'hi havia dos o més.

### Piràmide de població
La piràmide de població per edats i sexe el 2009 era:
| Homes | Edats   | Dones |
| ----- | ------- | ----- |
| 0     | 95 o +  | 0     |
| 0     | 90 a 94 | 0     |
| 0     | 85 a 89 | 0     |
| 0     | 80 a 84 | 0     |
| 4     | 75 a 79 | 4     |
| 8     | 70 a 74 | 8     |
| 8     | 65 a 69 | 16    |
| 8     | 60 a 64 | 8     |
| 0     | 55 a 59 | 8     |
| 8     | 50 a 54 | 0     |
| 4     | 45 a 49 | 0     |
| 20    | 40 a 44 | 12    |
| 8     | 35 a 39 | 12    |
| 16    | 30 a 34 | 12    |
| 4     | 25 a 29 | 8     |
| 0     | 20 a 24 | 4     |
| 8     | 15 a 19 | 4     |
| 12    | 10 a 14 | 4     |
| 4     | 5 a 9   | 12    |
| 12    | 0 a 4   | 8     |

## Economia
El 2007 la població en edat de treballar era de 172 persones, 135 eren actives i 37 eren inactives. De les 135 persones actives 130 estaven ocupades (67 homes i 63 dones) i 5 estaven aturades (1 home i 4 dones). De les 37 persones inactives 13 estaven jubilades, 11 estaven estudiant i 13 estaven classificades com a «altres inactius».

### Ingressos
El 2009 a Sainte-Céronne-lès-Mortagne hi havia 112 unitats fiscals que integraven 280 persones, la mediana anual d'ingressos fiscals per persona era de 17.015 €.

### Activitats econòmiques
Els 8 establiments que hi havia el 2007 eren d'empreses de construcció.
Dels 8 establiments de servei als particulars que hi havia el 2009, 4 eren paletes, 1 fusteria, 2 lampisteries i 1 electricista.
L'any 2000 a Sainte-Céronne-lès-Mortagne hi havia 9 explotacions agrícoles que ocupaven un total de 702 hectàrees.

## Poblacions més properes
El següent diagrama mostra les poblacions més properes.